# Скадовський район (1923—2020)
Скадо́вський райо́н розташований на півдні Херсонщини, на березі Джарилгацької затоки Чорного моря. Входить до степової зони півдня України і являє собою рівнину.
17 липня 2020 року було укрупнено внаслідок адміністративно-територіальної реформи.

## Географія
Район розташований на малогорбистій, майже рівнинній місцевості, має загальний нахил із північного заходу на південний схід, омивається водами Джарилгацької затоки Чорного моря з півдня, берег обривається виступом висотою 1-2 метри.
Територія району являє собою малогорбисту, майже рівнинну місцевість та характеризується наявністю численних замкнутих понижень-подів, глибина яких не перевищує 1-2 метри.
Берегова пляжна лінія складена піщано-черепашковим матеріалом, має ширину 15-20 метрів та загальну протяжність 180 км. (в тому числі 89 км о. Джарилгач) і постійно продувається морськими бризами, насиченими йодистими та іншими солями, у межах міських забудов упорядкована.
Клімат району помірно-континентальний, посушливий. Середньорічна температура повітря дорівнює +9,6 °C (у липні — +23,7 °C, у січні −3,4 °C).

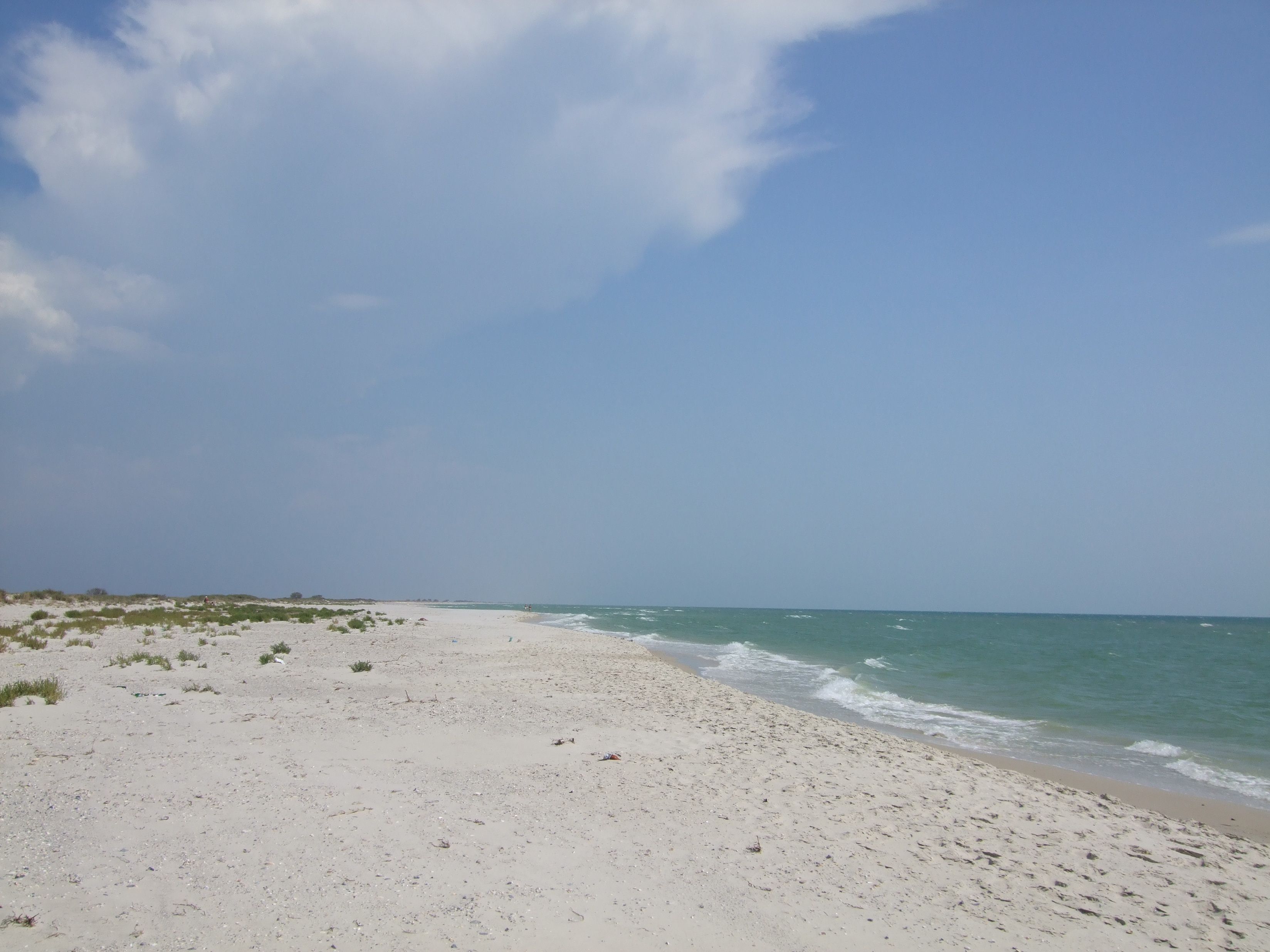
Берег острова Джарилгач

Мілководна Джарилгацька затока придатна для купання та розвитку дитячого курорту, вода в літній період нагрівається до 25-31 °C, купальний сезон триває 5 місяців.
На півночі межує з Олешківським, на сході з Каланчацьким, на заході з Голопристанським районами. На півдні його омивають води Чорного моря.
Площа району, всього 146,078 га
- в тому числі землі сільськогосподарського призначення 90,988 га
- з них — рілля 79,301 га.

### Природно-заповідний фонд
- Джарилгацький заказник

## Історія
05.02.1965 Указом Президії Верховної Ради Української РСР передано Балтазарівську сільраду Скадовського району до складу Чаплинського району.

## Адміністративно-територіальний устрій
На території району налічується 16 органів місцевого самоврядування, в тому числі: районна рада, міська рада, селищна рада та 13 сільських рад. Кількість населених пунктів району налічує 39 одиниць, в тому числі 1 місто районного підпорядкування (м. Скадовськ), 1 селище міського типу (смт. Лазурне) та 37 сільських населених пунктів.

## Економіка
Провідна галузь у районі — сільськогосподарське виробництво. Тут добре розвинуті землеробство зернового напряму, тваринництво м'ясо-молочного спрямування. Це дозволяє забезпечувати район своїми власними екологічно чистими продуктами. Вирощуванню стабільних урожаїв сприяє Краснознам'янський канал — відгалуження Північно-Кримського каналу.

### Туризм
Район асоціюється з центром курортної зони Херсонщини. Сам райцентр розташований на березі Джарилгацької затоки, води якої сприятливі для оздоровлення дітей.
Тут проходить Всеукраїнський дитячий благодійний фестиваль «Чорноморські ігри».
У районі приділяється багато уваги розвитку туристично-оздоровчого комплексу, створюється для цього відповідна сучасна інфраструктура. Причорноморська берегова зона тут охоплює понад 70 кілометрів. Санаторій, пансіонати, дитячі оздоровчі заклади, бази відпочинку, туристичні бази щороку приймають на лікування і відпочинок до 100 тисяч громадян.

## Транспорт
Важливим транспортним центром стає Скадовський морський торговельний порт, який має поромну переправу з турецьким містом Зонгулдак. Він стає важливим засобом розширення зв'язків із зовнішнім світом.
Територією району проходить автошлях E97.

## Населення
Національний склад населення за даними перепису 2001 року:
| Національність | Кількість осіб | Відсоток |
| -------------- | -------------- | -------- |
| українці       | 41499          | 83,16 %  |
| росіяни        | 6252           | 12,53 %  |
| білоруси       | 548            | 1,10 %   |
| вірмени        | 374            | 0,75 %   |
| молдовани      | 305            | 0,61 %   |
| інші           | 927            | 1,86 %   |

Мовний склад населення за даними перепису 2001 року:
| Мова       | Кількість осіб | Відсоток |
| ---------- | -------------- | -------- |
| українська | 40202          | 80,56 %  |
| російська  | 8844           | 17,72 %  |
| вірменська | 302            | 0,61 %   |
| білоруська | 156            | 0,31 %   |
| молдовська | 141            | 0,28 %   |
| інші       | 260            | 0,52 %   |

Населення (чисельність наявного населення станом на 01 січня 2011 року) 48656 чол.
Склад населення:
- міське 22287 чол.
- сільське 26369 чол

## Політика
25 травня 2014 року відбулися Президентські вибори України. У межах Скадовського району було створено 29 виборчих дільниць. Явка на виборах складала — 50,05 % (проголосували 18 736 із 37 431 виборців). Найбільшу кількість голосів отримав Петро Порошенко — 48,60 % (9 106 виборців); Юлія Тимошенко — 10,06 % (1 885 виборців), Сергій Тігіпко — 9,71 % (1 820 виборців), Олег Ляшко — 7,65 % (1 434 виборців), Анатолій Гриценко — 5,86 % (1 097 виборців). Решта кандидатів набрали меншу кількість голосів. Кількість недійсних або зіпсованих бюлетенів — 2,09 %.